# Команы Каппадокийские
Команы (Комана, др.-греч. Κόμανα, лат. Comana) — древний город с древнейшим и самым священным во всей Каппадокии храмом богини Ма, которую Страбон отождествляет с Энио, а автор «Записок об александрийской войне» — с Беллоной. Расположен у подножья Центрального Тавра, в бассейне реки Сар (ныне Сейхан). Ныне село Шар в турецком иле Адана.
Город Команы представлял собой типичный старинный храмовый центр, возникший в незапамятные времена на торговом пути из Мазаки (Кесарии, ныне Кайсери) в Мелитину (ныне Малатья), превращённом при императоре Септимии Севере в одну из важнейших римских дорог через Анатолийское плато к восточной границей империи. В состав населения Команы входили «одержимые» богом и жрецы, а также храмовые служители и храмовые рабы в числе 6 тыс. человек. Во главе этого города-святилища стоял верховный жрец.
Говоря о городе Команы, Страбон отмечает:
Эти священные обряды — обряды Артемиды Таврополос, по-видимому, перенесли сюда из таврической Скифии Орест и его сестра Ифигения; здесь они положили свои волосы (κόμη), отрезанные в знак печали; отсюда и имя города.
Этот обряд перешел в христианское посвящение.
При императоре Каракалле Комана стала римской колонией. С 386 года Комана входила в провинцию Армения Вторая, центром которой была Мелитина. В 536 году провинция Армения Вторая была переименована в Армению Третью. В этот период город назывался «Золотой Команой» (греч. Χρύση, лат. Chryse) для отличия от Команы в Понте.
Прокопий Кесарийский (VI век) о храмах Команы сообщает:
Христиане сделали их своими святилищами, ничего не изменив в их постройке.
Епископ Команы присутствовал на I Вселенском соборе в Никее (325) и на IV Вселенском соборе в Халкидоне (451).
Большинство сохранившихся артефактов относятся к римскому периоду. В Шаре хорошо сохранился римский мавзолей IV века.